# La Chasse sauvage
Albums de Aes Dana
Formors
(2005)
La Chasse Sauvage et le premier album du groupe de folk metal français Aes Dana sorti en 2001.

## Liste des pistes
1. La Chasse Sauvage - 4.24
2. La Dernière Marche - 3.45
3. Anwynn - 5.25
4. Les Complaintes de Nemon - 3.21
5. L’Éveil de Fafnir - 3.53
6. Cinq Jours Maudits - 3.57
7. Stigmates - 6.09
8. Ethereal Visions - Part I - 3.23
9. Ethereal Visions - Part II - 3.05
10. Les Chants de Brennos - 5.09
11. Le Suzerain des Âmes en Peine - 3.57

## Participation
- Vidar - Chant
- Amorgen - Tin whistle et bombarde
- Taliesin - Guitare
- Tilion - Guitare
- Milambre - Basse
- Juanjolocaust - Batterie